# Neostylopyga atrox
Neostylopyga atrox es una especie de cucaracha del género Neostylopyga, familia Blattidae.

## Distribución
Esta especie se encuentra en Indonesia (islas Mentawai y Sumatra).